# Niedamierz
Niedamierz (niem. Stiefelsberg) – osada leśna w Polsce położona w województwie zachodniopomorskim, w powiecie goleniowskim, w gminie Goleniów. Potocznymi nazwami tej miejscowości są: Leśniczówka Miękowo oraz Leśniczówka Białuń.

## Historia
Po II wojnie światowej osada nielicznie zaludniona. Obecnie zamieszkana przez kilka osób. W okolicy zostały tylko dwa budynki, które pełnią funkcje mieszkalne. W miejscu dawnej centralnej lokalizacji niemieckiej miejscowości Stiefelsberg obecnie w PRNG figuruje uroczysko-dawna miejscowość o tej samej nazwie Niedamierz. 
W latach 1975–1998 miejscowość administracyjnie należała do województwa szczecińskiego. 
Okoliczne miejscowości: Białuń, Grabina, Miękowo, Żółwia Błoć, Niewiadowo, Goleniów.